# Autoroute G2
Pour les articles homonymes, voir Jinghu.
L'autoroute G2 ou autoroute Pékin-Shanghai ou autoroute Jinghu est une autoroute chinoise qui relie Pékin à Shanghai. Elle est réalisée en totalité en novembre 2006 avec une longueur de 1 245 km. 